# Confidencia

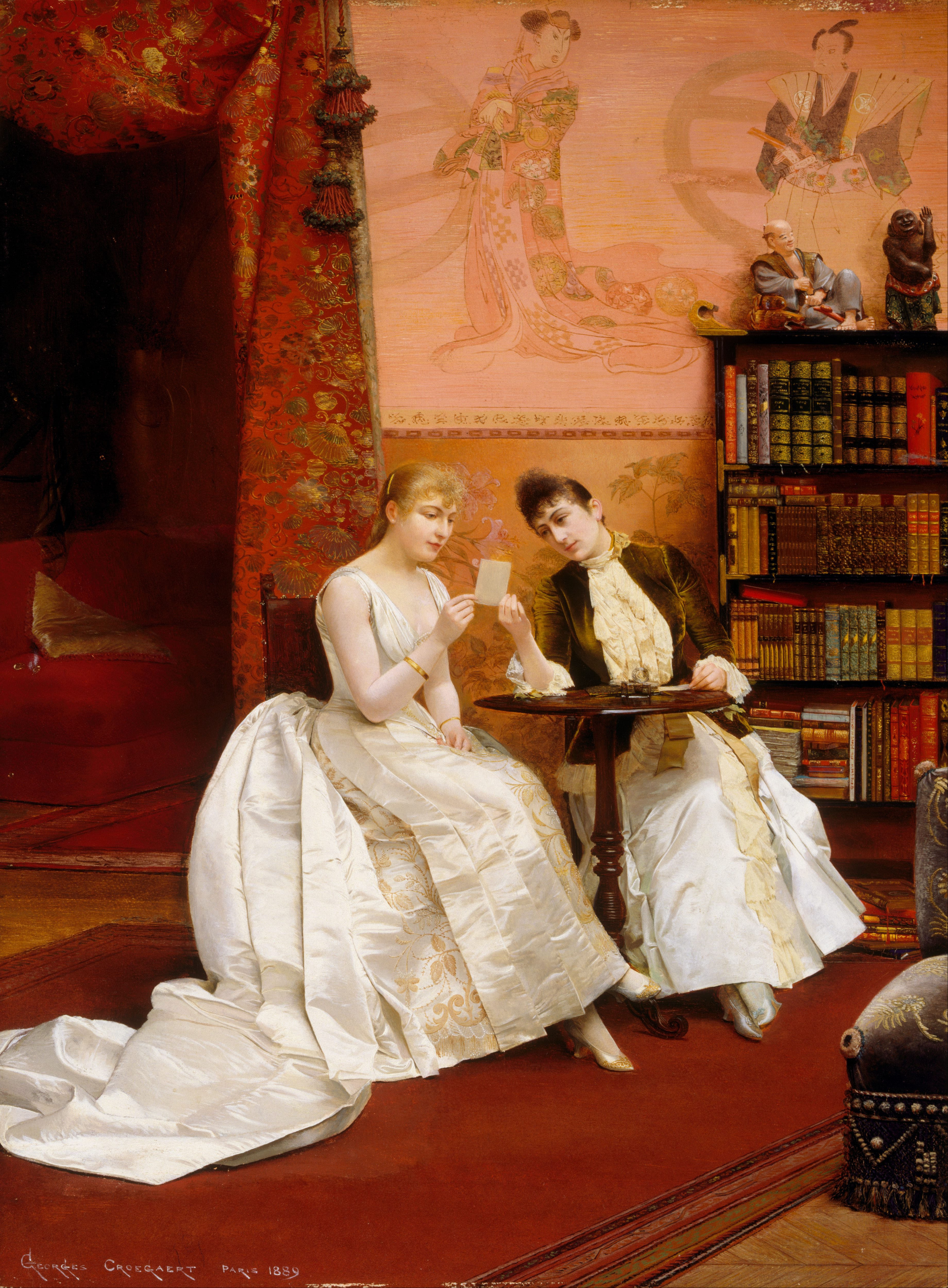
Confidencias de Georges Croegaert

Una confidencia es la revelación de un secreto o la comunicación de una noticia reservada, no destinada a ser publicada.  

## En la guerra
Las confidencias constituyen un medio preciso de información cuando el que la recibe tiene bien probada la lealtad y adhesión de las gentes que se las proporcionan, pues gracias a ellas conoce puntualmente la situación y los movimientos de las fuerzas enemigas y puede combinar sus planes para llevar a cabo con poco riesgo operaciones que de otro modo no podría acometer o asestar al contrario uno de esos golpes que, preparados con habilidad y fortuna, suelen ser de grandes resultados. Pero cuando el confidente es desconocido o su lealtad no está bien acreditada o es tal vez un prisionero, que sujeto a interrogatorio hace revelaciones más o menos espontáneas, el valor de las confidencias es relativo, pues siempre cabe la sospecha de que aquel sea un espía del enemigo u obra movida por el miedo y en ambos casos no se pueden fundar grandes esperanzas sobre tan deleznable base.
En las guerras que adquieren carácter nacional y en las civiles, abundan las confidencias espontáneas de los partidarios; y éste es el secreto de los brillantes éxitos alcanzados en ellas por los guerrilleros y a veces también de su desastroso fin; pero en la gran guerra hay mil medios más eficaces y seguros de adquirir noticias del enemigo. Aquellas tienen también gran importancia en las guerras coloniales, pues como en ellas no es fácil realizar debidamente la exploración a distancia, no hay más remedio que acudir a las confidencias, sacando partido de los resentimientos personales, de la enemistad de tribu y hasta de los celos de familia, que en todos casos se convierten en fuentes de información que explotadas con habilidad pueden dar magníficos frutos. El halago de ambiciones mal satisfechas, el miedo, el interés y en ocasiones el cohecho y el castigo de los traidores, son los resortes que han de valerse en estos países los encargados de la información para que su labor sea fructífera; pero las noticias obtenidas deben ser convenientemente depuradas y comprobadas en lo posible por diferentes conductos antes de concederles entero crédito, pues proceder de otro modo es expuesto a sufrir amargas decepciones.